# Conde de Penamacor
Conde de Penamacor é título nobiliárquico criado por D. Afonso V de Portugal, em 1475, a favor de Lopo de Albuquerque, Camareiro-mor de D. Afonso V.
Titulares
Usaram o título seis pessoas:
1. Lopo de Albuquerque (1440 -?)
2. António de Saldanha Albuquerque e Castro Ribafria (1815 -?)
3. António Maria de Saldanha Albuquerque e Castro Ribafria (1814 -?)
4. Álvaro de Saldanha Albuquerque e Castro Ribafria (1867 -?)

Após a proclamação da República e o fim do sistema nobiliárquico, foram pretendentes ao título Vasco Nuno Falcão Trigoso da Cunha (1933 -?) e, atualmente, António do Carmo de Horta Machado da Cunha (1959-).